# لويسون سور سريكيويس
لويسون سور سريكيويس (بالفرنسية: Loison-sur-Créquoise)‏ هي بلدية تقع في إقليم باد كاليه من منطقة نور با دو كاليه في شمال فرنسا. تبلغ مساحة هذه المدينة 9.07 (كم²)، وترتفع عن سطح البحر 33 م، يبلغ عدد سكانها 250 نسمة حسب إحصاء المعهد الوطني للإحصاء والدراسات الاقتصادية سنة 2009 م. وترأس Pierre Bataille البلدية خلال فترة (2008-2014).